# Konstantin Križevskij
Konstantin Stanislavovič Križevskij (in russo Константин Станиславович Крижевский?; Odincovo, 26 febbraio 1926 – Mosca, 18 novembre 2000) è stato un calciatore sovietico, di ruolo difensore.